# Jacob Wedberg
Jacob Wilhelm Wedberg (i riksdagen kallad Wedberg i Stockholm och Wedberg i Eskilstuna), född 17 oktober 1827 i Malmköping, Malma församling, Södermanlands län, död 2 december 1891 i Hedvig Eleonora församling, Stockholms stad, var en svensk grosshandlare och riksdagspolitiker.
Wedberg var grosshandlare först i Eskilstuna och därefter i Stockholm. Han var även politiker och var ledamot av Riksdagens andra kammare. Han är begravd på Norra begravningsplatsen utanför Stockholm.